# SHS in het seizoen 1962/63
Het seizoen 1962/1963 was het negende jaar in het bestaan van de Haagse betaaldvoetbalclub SHS. De club kwam uit in de Eerste divisie en eindigde daarin op de 11e plaats. Tevens deed de club mee aan het toernooi om de KNVB beker, hierin werd in de derde ronde, na verlenging, verloren van GVAV (3–4).

## Wedstrijdstatistieken

### Eerste divisie
|       | DHC   | DWS   | Eindhoven | Elinkwijk | Enschedese Boys | Excelsior | Fortuna | Go Ahead | Limburgia | RBC   | Roda JC | Sittardia | Veendam | Velox | VVV   |
| ----- | ----- | ----- | --------- | --------- | --------------- | --------- | ------- | -------- | --------- | ----- | ------- | --------- | ------- | ----- | ----- |
| Thuis | 2 – 3 | 0 – 1 | 2 – 2     | 1 – 4     | 2 – 1           | 0 – 1     | 4 – 0   | 1 – 2    | 1 – 1     | 3 – 1 | 4 – 0   | 3 – 1     | 1 – 0   | 2 – 0 | 2 – 0 |
| Uit   | 2 – 1 | 1 – 0 | 2 – 3     | 2 – 2     | 3 – 0           | 2 – 1     | 0 – 0   | 2 – 0    | 1 – 2     | 1 – 1 | 2 – 1   | 1 – 0     | 4 – 1   | 6 – 1 | 1 – 1 |

### KNVB beker
| 2e ronde                                        | Vitesse                                                | 0 – 5 (0 – 3)        | SHS                                      |
| 3 april 1963 Plaats: Arnhem Nieuw-Monnikenhuize |                                                        |                      | Onbekend                                 |
| 3e ronde                                        | GVAV                                                   | 4 – 3 (1 – 2, 3 – 3) | SHS                                      |
| 30 april 1963 Plaats: Groningen Oosterpark      | Piet Fransen 25', 90' (pen.) Rikkert La Crois 55', 93' |                      | 15', 28' Piet van Wouw 56' Jan de Kleijn |

## Statistieken SHS 1962/1963

### Eindstand SHS in de Nederlandse Eerste divisie 1962 / 1963
| Stand | Gespeeld | Gewonnen | Gelijk | Verloren | Punten | Doelpunten voor | Doelpunten tegen |
| ----- | -------- | -------- | ------ | -------- | ------ | --------------- | ---------------- |
| 11e   | 30       | 10       | 6      | 14       | 26     | 42              | 47               |

### Topscorers
| #                 | Naam            | Goal |
| ----------------- | --------------- | ---- |
| 1.                | Jan de Kleijn   | 18   |
| 2.                | Jan Fransz      | 10   |
| 3.                | Theo Valkenhoff | 4    |
| 4.                | Roel Timmer     | 3    |
| 5.                | John Heikamp    | 2    |
| 5.                | Henk de Visser  | 2    |
| 7.                | Jan Eversdijk   | 1    |
| 7.                | Piet van Wouw   | 1    |
| Onbekend doelpunt |                 |      |
| –                 | Onbekend        | 1    |
| Totaal            | Totaal          | 42   |

| #                    | Naam                     | Goal |
| -------------------- | ------------------------ | ---- |
| 1.                   | Piet van Wouw            | 2    |
| 2.                   | Jan de Kleijn            | 1    |
| Onbekende doelpunten |                          |      |
|                      | Onbekend (tegen Vitesse) | 5    |
| Totaal               | Totaal                   | 8    |

## Voetnoten
DHC ·
DWS ·
Elinkwijk ·
Enschedese Boys ·
Eindhoven ·
Excelsior ·
Fortuna ·
Go Ahead ·
Limburgia ·
RBC ·
Roda JC ·
SHS ·
Sittardia ·
Veendam ·
Velox ·
VVV